# Marlow (Buckinghamshire)
Marlow (vormals Great Marlow oder Chipping Marlow genannt) ist eine englische Kleinstadt mit 14.000 Einwohnern an der Themse.

## Geographie
Die Stadt liegt an der Themse direkt an der A 404, die sich im Nordosten des Ortes mit der A 4155 kreuzt. Nach High Wycombe im Norden sind es wie nach Maidenhead im Süden etwa 6 km. Reading liegt 15 km im Südwesten und zum Airport nach Heathrow im Südosten sind es etwa 20 km.

## Sehenswürdigkeiten
Die Stadt ist bekannt für ihre Marlow Bridge über die Themse, eine der ältesten Hängebrücken in Europa, die von William Tierney Clark zwischen 1829 und 1832 erbaut wurde. Sehenswert ist auch die Allerheiligenkirche. Die mittelalterliche Kirche St Mary the Virgin findet sich in dem kleinen Weiler Hembleden westlich von Marlow, der häufig für Dreharbeiten genutzt wird.

## Partnerschaften
Marlow hat Städtepartnerschaften geschlossen mit
- Marly-le-Roi, Region Île-de-France, Frankreich, 1980
- Budavár, ein Stadtteil von Budapest, Ungarn, 2008

## Personen
- In der Stadt hielten sich die damals noch Geliebten Mary Godwin und Percy Bysshe Shelley auf ihrer Flucht auf, zusammen mit Marys Halbschwester, Claire Clairmont.[2]
- Steven Redgrave (* 1962), britischer Ruderer, zwischen 1984 und 2000 fünfmal in Folge Gewinner einer olympischen Goldmedaille, in Marlow geboren